# Йохан I фон Билщайн
Йохан I фон Билщайн (на немски: Johann I von Bilstein; † 8 април 1310) е господар на Билщайн и маршал на Вестфалия.

## Биография
Той е син на граф Дитрих I фон Билщайн († сл. 1255) и съпругата му Мехтилд фон Арберг († 13 октомври 1292), дъщеря на Хайнрих III фон Арберг († 12 октомври 1255), бургграф на Кьолн, и Мехтилд († сл. 1234). Брат е на Дитрих фон Билщайн († 10 октомври 1307), домхер в Кьолн (1270), приор на „Св. Патрокли“ в Соест (1271 – 1307), катедрален приор в Падерборн (1287 – 1293), катедрален дякон в Кьолн (1298 – 1306), Готфрид фон Билщайн († сл. 1295), абат на Графшафт (1272 – 1295). Сестра му († пр. 1285) се омъжва за граф Ото III фон Еверщайн († 1312/1314), господар на Поле.
Около 1282 г. Зигфрид фон Вестербург, архиепископ на Кьолн, прави Йохан I фон Билщайн маршал на Вестфалия и така за негов заместник. Той продава частта на фамилията Билщайн в замък Валденбург на Хунолд фон Плетенберг и през 1293 г. замък Билшайн на ландграфа на Хесен и го взема от него като феод.

## Фамилия
Йохан I фон Билщайн се жени за Юта фон Рененберг († сл. 1297), дъщеря на Герхард фон Рененберг († 1270) и Бенедикта Валподе фон дер Нойербург († 1270). Те имат децата:
- Дитрих II фон Билщайн († 5 ноември 1335), господар на Билщайн, женен за графиня Катарина фон Арнсберг († 11 юли 1362)
- Готфрид фон Билщайн († 1368), каноник в „Св. Гереон“ в Кьолн (1311), тезаурариус в „Св. Патрокли“ в Соест (1333 – 1354)
- Герхард фон Билщайн († сл. 1371), домхер в Кьолн (1322 – 1368), приор в „Св. Патрокли“ в Соест (1351), домхер в Трир (1360)
- Агнес фон Билщайн († сл. 1346), омъжена за Крафто I фон Графшафт († 26 април 1331), господар на Норденау, син на Адолф I фон Графшафт
- София фон Билщайн († 1332), омъжена за Бартхолд III фон Бюрен († 1317)/Бертхолд VII, господар на Бюрен-Вевелсбург, фогт на Бьоддекен († 9 септември/1 декември 1315)
- Херман фон Билщайн († 1317)